# Freno dinámico

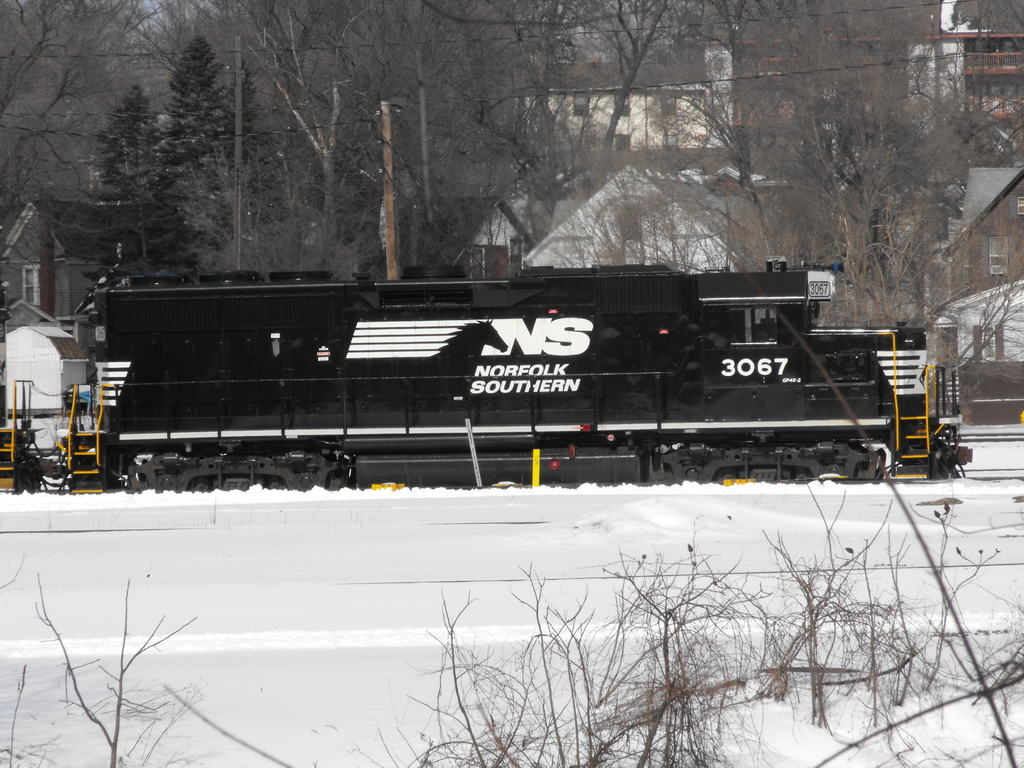
Locomotora EMD GP40-2 equipada con freno dinámico. Al centro y arriba de la locomotora puede verse la rejilla de ventilación de las resistencias del freno reostático.

El freno dinámico se aplica cuando  los motores eléctricos de tracción de un vehículo son usados como generadores para disminuir la velocidad de aquel. Se denomina freno reostático cuando la electricidad generada es disipada en forma de calor por medio de resistencias, y freno regenerativo cuando la energía producida es devuelta a la línea de alimentación o es almacenada en baterías para uso futuro. El freno dinámico reduce el desgaste de los componentes del sistema de freno convencional y, adicionalmente, puede reducir el consumo de energía.

## Funcionamiento
Durante el frenado, los campos de los motores están conectados al generador principal (locomotora diésel-eléctrica) o a la línea de energía (locomotora eléctrica), mientras que los rotores están conectados a un banco de resistencias o a la línea de alimentación. Las ruedas de la locomotora hacen girar el rotor de los motores, y si los campos están excitados, dichos motores actúan como generadores. 
Durante el frenado dinámico los motores de tracción están funcionando como generadores y conectados al banco de resistencias de frenado, las cuales imponen una gran carga en el circuito eléctrico, causando que disminuya la rotación de los motores. Variando la cantidad de excitación en los campos de los motores y la cantidad de resistencia impuesta al circuito por medio del banco de resistencias, se puede frenar en forma efectiva unos 2 o 3 km/h.
Para los motores con imán permanente, el frenado dinámico es fácilmente realizado cortocircuitando sus terminales, haciendo que el motor realice una parada brusca. Este método, sin embargo, disipa toda la energía en forma de calor en el mismo motor, y no puede usarse de otra forma que no sea en forma intermitente y con baja potencia debido a las limitaciones en la refrigeración de los motores. No es adecuado para aplicaciones de tracción.

## Freno reostático
La energía eléctrica producida por los motores es disipada en forma de calor por medio de un banco de resistencias. Son necesarios grandes ventiladores para enfriar las resistencias y evitar daños. Los sistemas modernos tienen monitoreo de la temperatura, de tal forma que si la temperatura del banco alcanza valores excesivos es desconectado, y vuelve a funcionar el sistema de frenos sólo.

## Freno regenerativo
En los ferrocarriles electrificados se utiliza un sistema similar, el freno regenerativo, mediante el cual la electricidad producida es devuelta a la línea de alimentación para ser usada por otras locomotoras, en lugar de ser disipada como calor. Es práctica normal utilizar en conjunto el freno regenerativo y el reostático. Si la línea no está "receptiva", incapaz de absorber la corriente, el sistema cambiará al modo reostático para proveer el efecto de frenado.
En las locomotoras de maniobras con energía almacenada propia, el sistema permite recuperar parte de la electricidad, que de otra manera se perdería en forma de calor. El modelo Green Goat, por ejemplo, es usado por el Canadian Pacific Railway, el BNSF Railway, el Kansas City Southern Railway y el Union Pacific Railroad.
- Datos: Q1155327
- Multimedia: Dynamic braking / Q1155327